# علي الهويريني
علي عبد الله الهويريني (19 مايو 1945 - 13 يناير 2022)، ممثل ومخرج ومفكر وشاعر سعودي، وأول سعودي يحصل على شهادة في الإخراج السينمائي من هوليوود. عرف عنه في انتقاداته القاسية للوسط الفني السعودي بسبب تحكم غير السعوديين في الإنتاج الفني في السعودية حسب رأيه ، وكذلك انتقاده لما يسميه سوء الدراما.

## النشأة والحياة المبكرة
ولد الهويريني في البدائع عام 1945م ثم انتقل إلى الرياض بالمملكة العربية السعودية، وقد درس الإخراج السينمائي في الولايات المتحدة الأمريكية، ثم عاد إلى السعودية حيث عمل في العديد من المجالات الفنية منها مجال الهندسة الإذاعية والإخراجية، لم يتوقف عند الإخراج بل امتد ليشارك بالتمثيل في بعض المسرحيات.

## قائمة الأعمال

### مسلسلات
- فاعل خير (1974)
- أيام لا تنسى (1974)
- يا كد مالك خلف (1978)
- الملقوف (1978)
- الأول تحول (1989)
- يوميات وضاح (1992)
- السراج (1994)
- لينه (1995)
- أحلام ضائعة (1997)
- العود (2002)
- أبجد هوز (2009)
- الخادمة (2009)

### مسرحيات
- تحت الكراسي
- آخر المشوار
- قطار الحظ
- بخور كوالالمبور
- الزئبق الأحمر

## من أشعاره
```
قصيدة اليمن:
```

```
قصيدة قال الحكيم مقالة:
```

وقصيدة أخرى له:

## الوفاة
توفي علي الهويريني في 10 جمادى الآخرة 1443هـ الموافق 13 يناير 2022 عن عمر ناهز السادسة والسبعين.